# Kick Back
Kick Back è un singolo del cantante giapponese Kenshi Yonezu. È stata pubblicata come singolo da SME Records il 12 ottobre 2022 in digitale e in tre edizioni fisiche: un'edizione normale in CD, un'edizione video e un'edizione speciale. La canzone funge da sigla d'apertura per la serie televisiva anime Chainsaw Man, tratta dall'omonimo manga.

## Pubblicazione
Daiki Tsuneta, del gruppo King Gnu e membro della Millennium Parade, ha partecipato alla produzione e all'arrangiamento con Yonezu. Kick Back campiona parte della canzone del 2002 Sōda! We're Alive delle Morning Musume..
Il 19 settembre 2022 è stata rilasciata l'anteprima di Chainsaw Man, con l'utilizzo di Kick Back. La canzone è stata eseguita dal vivo per la prima volta allo spettacolo del Tokyo Metropolitan Gymnasium il primo giorno del 2022 Tour / Henshin, tenutosi il 23 settembre 2022. L'arrangiatore Daiki Tsuneta è apparso alla data finale del tour alla Saitama Super Arena il 27 ottobre, eseguendo questa canzone e Ai Lily.
Il singolo in CD è stato pubblicato in tre formati: una scheda per motosega, una scheda video e una scheda normale, ed è arrivato anche con un numero di serie dell'applicazione della lotteria Kenshi Yonezu 2023 Tour / Fantasy e un adesivo.

## Composizione
La canzone è composta in Si bemolle minore nell'introduzione e nella prima metà di ogni strofa ma altera Re minore e Sol minore. Usa inoltre il La bemolle minore per il pre-ritornello prima di passare a Do diesis minore durante il ritornello. Dopo di esso, torna in Si bemolle minore e Re minore finché non cambia in La bemolle maggiore per il ponte. Passa quindi a Do diesis minore alla fine del ponte e per il secondo ritornello. La canzone termina in Si bemolle minore. È impostato in un tempo comune di 102 BPM e dura 3 minuti e 13 secondi.

## Video musicale
Prima dell'uscita della canzone, il video musicale è stato presentato in anteprima il 25 ottobre, con Yonezu e Daiki Tsuneta. È stato diretto da Yoshiyuki Okuyama, che ha anche lavorato al video musicale di Kanden e alle foto promozionali di Yonezu. Nel video, Yonezu si dedica all'allenamento in palestra insieme a Tsuneta. Dopo un montaggio di vigoroso allenamento e Yonezu mostrato con grandi braccia muscolose, Yonezu corre da un tapis roulant in un campo e poi su una strada, dove viene investito da un camion, che lo lancia in aria e fa parkour attraverso i container e gli edifici della città. Un gruppo di uomini vestiti con abiti simili appare e corre al suo fianco attraverso un sito industriale e attraverso una cava. Il video si conclude con Yonezu mostrato di nuovo in palestra, mentre cammina su un tapis roulant insieme a Tsuneta, con una telecamera di sicurezza che rivela che Tsuneta non è realmente lì.